# Dallwitz (Ostpr.)
Dallwitz (Ostpr.) (bis 1938 Stagutschen, nach 1945 Listowoje (russisch Листовое)) ist ein untergegangenes Dorf im Rajon Tschernjachowsk. Es ist nicht zu verwechseln mit der Siedlung Listowoje im Rajon Selenogradsk.

## Geschichte
Stagutschen war eine Landgemeinde im Landkreis Insterburg im Regierungsbezirk Gumbinnen der preußischen Provinz Ostpreußen. Sie gehörte seit 1874 zum Amtsbezirk Jodlauken (seit 1938  „Schwalbental“). Im Jahr 1938 wurde der Ort aus politisch-ideologischen Gründen in Dallwitz (Ostpr.) umbenannt. Der Name wurde von dem einen Kilometer nördlich gelegenen Forsthaus Dallwitz übernommen. Bei Dallwitz wurde ein Lager des Reichsarbeitsdienstes eingerichtet und der Ort bekam einen Haltepunkt an der Bahnstrecke nach Insterburg. Im Juli 1944 wurde im Lager des Reichsarbeitsdienstes das nach der Gemeinde benannte Luftlandebataillon Dallwitz aufgestellt.
Nach dem Zweiten Weltkrieg wurden im Jahr 1947 der Ort Stagutschen/Dallwitz (Ostpr.) in Listowoje und im Jahr 1950 das Forsthaus Dallwitz in Saratowswkoje umbenannt. Gleichzeitig wurden beide Orte in den Dorfsowjet Swobodnenski selski Sowet im Rajon Tschernjachowsk eingeordnet. Beide Orte wurden vor 1976 verlassen.

### Einwohnerentwicklung
| Jahr | Einwohner |
| ---- | --------- |
| 1910 | 189       |
| 1933 | 165       |
| 1939 | 375       |